# Quartinia propinqua
Quartinia propinqua är en stekelart som först beskrevs av Schulthess 1932.  Quartinia propinqua ingår i släktet Quartinia och familjen Masaridae. Inga underarter finns listade i Catalogue of Life.